# Chérif Khaznadar
 (décembre 2014).
Si vous disposez d'ouvrages ou d'articles de référence ou si vous connaissez des sites web de qualité traitant du thème abordé ici, merci de compléter l'article en donnant les références utiles à sa vérifiabilité et en les liant à la section « Notes et références ».
Chérif Khaznadar est un poète, romancier et metteur en scène français d'origine syrienne. Il est président de la Maison des cultures du monde - Centre français du patrimoine culturel immatériel, l’association référente en France en matière de patrimoine culturel immatériel.

## Biographie
Chérif Khaznadar est né à Alep en Syrie en 1940, de mère française et de père syrien.
De 1958 à 1959, il a fait un séjour d’études aux États-Unis.
De 1959 à 1962, il poursuit ses études universitaires (Business Administration) à l'Université américaine de Beyrouth ; parallèlement il est critique littéraire et dramatique à L'Orient littéraire.

### Débuts professionnels
En 1961, il est le premier Président du Centre universitaire d'études dramatiques à l'École des lettres et participe à la création du journal télévisé en langue française de Télé Orient Canal 11 de Beyrouth.
En 1962, à Paris, il est en stage au Théâtre national populaire de Jean Vilar. Mais 1962 est aussi l'année où, avec Françoise Gründ (qui deviendra son épouse), il suit l'enseignement de l'Université du Théâtre des Nations. C'est là que se passe la première confrontation avec les cultures d'ailleurs, avec « l'expérience du divers ». C'est aussi la naissance d'une longue et fidèle amitié avec Claude Planson, un maître. Pour payer ses études, il collabore aux émissions en langue arabe de l'ORTF.
De 1963 à 1964, il a été expert et metteur en scène auprès du ministère de la Culture en Syrie, réalisateur et directeur par intérim des troupes artistiques de la télévision syrienne.
De 1963 à 1965, il est également membre du Conseil suprême des Arts et des Lettres et Sciences sociales en Syrie.
De 1965 à 1966, en Tunisie, d'abord directeur-adjoint du Centre de hautes études théâtrales (directeur Claude Planson) au Centre culturel international de Hammamet, puis directeur du Théâtre et du Centre de Hammamet.
1966, premier colloque Orient-Occident en Inde. C'est le véritable choc de la rencontre avec des formes spectaculaires orientales.
En 1967, il réalise une étude pour l'UNESCO sur le théâtre, le cinéma, la radio et la télévision dans le monde arabe, suivie d'un ouvrage sur le théâtre arabe, et d'un ouvrage en collaboration avec Jean Tardieu sur la radio.
De 1968 à 1973, il est critique dramatique au Service des dramatiques de l'ORTF (chef de service André Frank), principal collaborateur du chef de service puis responsable du Bureau d'études des dramatiques, feuilletons et coproductions au Service central des textes et projets d'émissions de l'ORTF (chef de service Georges-Emmanuel Clancier).
De 1974 à 1982, il est directeur de la Maison de la culture de Rennes. Création du Festival de café-théâtre, du Théâtre en marche, des Rencontres du cinéma militant et des Rencontres internationales du théâtre musical d'aujourd'hui, axés sur la confrontation des cultures internationales dans le domaine notamment de la musique, de la danse et du théâtre.
1974 est aussi l'année de la création du Festival des arts traditionnels (10 éditions jusqu'en 1983). La création de ce festival marquera à jamais le paysage culturel français et européen.
De 1978 à 1983, il assure également la direction du nouveau Théâtre de la Ville de Rennes où il fait découvrir des chefs-d'œuvre oubliés : le premier opéra au monde, Eurydice de Giulio Caccini, Tancredi de Gioachino Rossini, Le Sorcier de Philidor, et des créations comme La Lune vague de René Koering.

### La création de la Maison des Cultures du Monde
En juillet 1982, il quitte Rennes et se lance dans une nouvelle aventure en fondant (avec le soutien du Ministère de la Culture) la Maison des cultures du monde à Paris, qu'il a dirigée jusqu’en 2007 et dont il assure aujourd’hui la présidence.
Il oriente les activités vers la recherche du génie des peuples : musiques, théâtres, danses, rituels appartenant à la tradition mais aussi créations contemporaines, expositions anthropologiques et art contemporain.
La Maison des cultures du monde présente des spectacles, mais Chérif Khaznadar organise aussi des manifestations comme le Mela de l'année de l'Inde en France, le Carnaval de Venise au Palais-Royal, Musiques sacrées au Panthéon.
Une collection de disques, Inédit, et une revue, Internationale de l'imaginaire, sont créées en relation avec les activités de la Maison.
En 1988, Chérif Khaznadar devient membre du Conseil national des langues et cultures régionales. En 1990 et 1991 il est commissaire général du Temps du Maroc en France. De 1992 à 1994, il succède à Jean-Louis Barrault à la direction du Théâtre du Rond-Point.
Depuis 1997, Chérif Khaznadar est président du comité culture de la Commission nationale française pour l'UNESCO. À ce titre, il participe à de multiples rencontres internationales, dont actuellement, à titre d'expert gouvernemental, à celles sur le patrimoine culturel immatériel.
En mars 1997, création de la première édition du Festival de l'Imaginaire qui va concentrer toutes les activités spectaculaires de la Maison des cultures du monde. Différence et connaissance sont les deux mots clés de ce festival qui n’est pas comme les autres, son affiche n’aligne pas, au détriment des modes des « vedettes » mais des formes d’expression interprétées par de grands artistes dont le souci principal est de témoigner de la culture de leur milieu endogène dans le respect de leur différence.
De 2002 à 2005, il est directeur artistique du Festival Mawazine de Rabat. En 2004, il est commissaire général d'Islande de glace et de feu, une quinzaine culturelle islandaise en France. De 2006 à 2007, il est directeur artistique du Festival de Fès des musiques sacrées du monde.